# Maskregn
Maskregn är ett naturfenomen som består i att ett stort antal insektslarver under vintern uppträder ovanpå jorden på en begränsad yta. Detta inträffar då stora mängder snö smälter och därmed dränker jorden i vatten. Larverna måste då ta sig upp ovanpå jorden för att inte dö av syrebrist.